# Boomerang (Fermín IV)
Boomerang è il primo album del rapper messicano Fermín IV, pubblicato il 30 luglio 2002 dalla Universal Music Group.

## Tracce
1. Regreso – 2:18
2. Frecuencia – 3:12
3. Mezcla Perfecta – 3:34
4. Consejo – 3:35
5. Nadie Como – 3:45
6. 004 – 3:53
7. La Cura – 4:25
8. Nueva Vida – 4:38
9. Abba Padre – 4:59
10. Un Momento – 4:10
11. Bendiciones – 3:36
12. Mar Muerto – 4:54
13. Boomerang – 3:21